# Liste von Sakralbauten in Ronnenberg
Die Liste von Sakralbauten in Ronnenberg nennt Kirchengebäude und andere Sakralbauten in Ronnenberg, Region Hannover, Niedersachsen.

## Liste
| Bild | Name                      | Ort          | Koordinaten                     | Konfession der Gemeinde                               |
| ---- | ------------------------- | ------------ | ------------------------------- | ----------------------------------------------------- |
|      | Kapelle Benthe            | Benthe       | 52° 20′ 14,5″ N, 9° 37′ 37,3″ O | evangelisch-lutherisch                                |
|      | Johanniskirche            | Empelde      | 52° 20′ 16,4″ N, 9° 40′ 9,1″ O  | evangelisch-lutherisch                                |
|      | Hl. Familie               | Empelde      | 52° 20′ 34,6″ N, 9° 40′ 4,4″ O  | römisch-katholisch, 2016 profaniert                   |
|      | Kapelle Ihme-Roloven      | Ihme-Roloven | 52° 18′ 1″ N, 9° 40′ 25,1″ O    | evangelisch-lutherisch                                |
|      | Kapelle Linderte          | Linderte     | 52° 16′ 28,7″ N, 9° 39′ 37,6″ O | evangelisch-lutherisch                                |
|      | Michaeliskirche           | Ronnenberg   | 52° 19′ 2,6″ N, 9° 39′ 23,8″ O  | evangelisch-lutherisch                                |
|      | St.-Thomas-Morus-Kirche   | Ronnenberg   | 52° 18′ 53,6″ N, 9° 39′ 20,7″ O | römisch-katholisch                                    |
|      | Kapelle Weetzen           | Weetzen      | 52° 17′ 32″ N, 9° 38′ 24,6″ O   | evangelisch-lutherisch, 1976 entwidmet, Kulturzentrum |
|      | Friedhofskapelle Weetzen  | Weetzen      | 52° 18′ 0″ N, 9° 38′ 38,2″ O    | evangelisch-lutherisch                                |
|      | Versöhnungskirche Weetzen | Weetzen      | 52° 17′ 39,5″ N, 9° 38′ 5,6″ O  | evangelisch-lutherisch                                |
|      | St. Jakobus der Jüngere   | Weetzen      | 52° 17′ 43,6″ N, 9° 38′ 7,5″ O  | römisch-katholisch, 2009 profaniert und abgerissen    |
|      | Eyüp Sultan Camii         | Empelde      | 52° 20′ 44,5″ N, 9° 40′ 27,3″ O | DITIB                                                 |
|      | Masjid Gulzar-e-Madina    | Empelde      | 52° 20′ 19,6″ N, 9° 40′ 1,7″ O  | Urdu Punjabi                                          |